# 워리어스 게이트
《워리어스 게이트》(중국어: 勇士之門, 영어: Warrior's Gate)은 2016년 11월 18일에 중국, 2017년 3월 22일 프랑스에서 개봉된 중국, 프랑스의 액션, 모험, 판타지 영화이다.

## 캐스팅
주연
- 우리아 쉘톤: 잭 브론슨 역
- 데이브 바티스타: 아룬 역
- 니니: 수 린 역
- 자오유팅: 주 역

조연
- 시에나 길로리: 제인 역
- 다코타 다울비: 트래비스 역
- 론 스무렌버그 : 블랙 나이트 역
- 우전위: 위자드 역
- 후이잉훙